# Ansu Fati
Pour les articles homonymes, voir Fati.
Ansu Fati, de son nom complet Anssumane Vieira Fati, né le 31 octobre 2002 à Bissau en Guinée-Bissau est un footballeur international espagnol qui évolue au poste d'attaquant à l’AS Monaco, en prêt du FC Barcelone. Il possède la double nationalité hispano-bissaoguinéenne
Il joue pour le club espagnol du FC Barcelone et fait ses débuts en professionnels lors de la saison 2019-2020 de la Liga. Le 15 octobre 2019, il débute avec l'équipe d'Espagne espoirs. Le 10 décembre 2019, il devient le plus jeune buteur de l’histoire de la Ligue des champions de l'UEFA à l'âge de 17 ans et 40 jours. Le 6 septembre 2020, il devient le plus jeune buteur de l'équipe d'Espagne à l'âge de 17 ans et 311 jours. Le 24 octobre 2020, il devient le plus jeune buteur du Clásico avant d’être dépassé par Lamine Yamal quatre ans et deux jours plus tard le 26 octobre 2024.

## Biographie

### Jeunesse et formation
Ansu Fati arrive en Espagne à l'âge de six ans dans la Sierra sud de Séville. Son père joue au football dans la deuxième division portugaise puis au CDF Herrera à Séville, club dans lequel Ansu Fati fait ses débuts. Le frère aîné d'Ansu Fati, Braima, joue également au football dans les sections jeunes du FC Barcelone.
Après une saison au CDF Herrera, il évolue au Séville FC de 2010 à 2012. Âgé de dix ans, il est repéré par le FC Barcelone qui l'engage en 2012 dans son centre de formation de La Masia.
En 2015, il subit une double fracture tibia-péroné en jouant contre l'équipe de jeunes de l'Espanyol de Barcelone, ce qui l'éloigne des terrains pendant 10 mois.

### FC Barcelone
Lors de la saison 2018-2019, il joue dans la catégorie U-19 (en étant U-17) en Youth League, marquant 4 buts en 9 matchs.
Lors de la préparation de la saison 2019-2020, il s'entraîne avec la deuxième équipe du FC Barcelone pour laquelle il était prévu de le faire jouer. En juillet, il prolonge son contrat jusqu'en juin 2022, dans lequel sa clause de départ est fixée à 100 millions d'euros. À la suite des blessures de Lionel Messi, Luis Suarez et Ousmane Dembélé, l'entraîneur Ernesto Valverde l'intègre en équipe première du FC Barcelone. Il se fait donc connaître aux yeux du public, le 31 août 2019, face à Osasuna en rentrant en deuxième période et en marquant un but. Il devient le plus jeune buteur de l'histoire du FC Barcelone en Championnat d'Espagne (16 ans, 10 mois et 4 jours), et par la même occasion le troisième plus jeune buteur de l'histoire du Championnat d'Espagne.
Le 14 septembre 2019, il devient le plus jeune buteur de l'histoire du Camp Nou (16 ans, 10 mois et 18 jours), le plus jeune titulaire à disputer un match au Camp Nou avec le Barça et le plus jeune joueur à marquer et délivrer une passe décisive dans le même match depuis la création de la Liga, lors de la victoire 5-2 contre Valence.
Le 17 septembre 2019, à l'occasion de la rencontre contre le Borussia Dortmund, il devient le plus jeune joueur de l'histoire du Barça à disputer un match de Ligue des Champions (16 ans, 10 mois et 21 jours),.
Il connaît sa première défaite avec le Barça le week-end suivant contre Grenade : 2-0, après être entré en cours de jeu à la mi-temps en remplacement de Junior Firpo.[réf. souhaitée]
Deux jours plus tard, contre Villarreal, il rentre en jeu à la 80e minute et en l'espace de 10 minutes, il réussit à montrer une fois de plus toute sa fougue et sa vista aux socios barcelonais par lesquels il est applaudi à chaque touche de balle.[réf. nécessaire]
Le 4 décembre 2019, il renouvelle son contrat avec Barcelone jusqu'en 2022 avec deux saisons supplémentaires en option. Sa clause de départ s'élève à 170 M€, puis à 400 M€ lors de son passage officiel en équipe première.
Le 10 décembre 2019, il devient le plus jeune buteur de l'histoire de la Ligue des champions à l'âge de 17 ans et 40 jours en marquant le but de la victoire face à l'Inter Milan (2 à 1). Le 18 décembre, il devient le deuxième joueur le plus jeune de l'histoire du Barça qui joue un Clásico face au Real Madrid (0 à 0).
Le 2 février 2020, il devient le plus jeune joueur de l'histoire à inscrire un doublé en Liga (à 17 ans et 94 jours) lors de la victoire 2 à 1 face à Levante.
Le 8 mai 2020, il est inclus dans le top 50 des meilleurs jeunes au niveau mondial par le site spécialisé de Football Talent Scout, à la 8e place.
Le 23 septembre 2020, il prolonge son contrat avec Barcelone jusqu'en 2024 et il intègre officiellement l'équipe première avec qui il porte désormais le numéro 22. Sa clause de départ est fixée à 400 M€.
Le 27 septembre 2020, Fati marque un doublé en Liga lors de la victoire 4-0 contre Villarreal. Il provoque même un pénalty transformé par Lionel Messi. Auteur de trois buts en septembre, Fati est nommé « Joueur du mois ». Après un début de saison remarqué avec cinq buts en dix matchs, il se fracture le ménisque face au Real Betis le 7 novembre et doit subir une opération qui le tient éloigné des terrains pour la suite de la saison.
Le 1er septembre 2021, Ansu Fati hérite du numéro 10 du FC Barcelone laissé libre depuis le départ de Lionel Messi vers le Paris-Saint-Germain, preuve des espoirs placés en lui par son club formateur (le numéro 10 a été porté au Barça par des joueurs de légende tels que Diego Maradona, Romario, Rivaldo ou Ronaldinho). Le 26 septembre 2021, il fait son retour après dix mois d'absence face au Levante UD et parvient à marquer un but sous les acclamations du Camp Nou. Le 20 octobre 2021, il prolonge avec le FC Barcelone jusqu'en juin 2027, avec une clause libératoire fixée à 1 milliard d'euros.

### Brighton & Hove
Au mercato estival de 2023, Ansu Fati est prêté pour une saison sans option d'achat, au club anglais de Brighton & Hove Albion.
Il inscrit son premier but pour Brighton le 30 septembre 2023, lors d'une rencontre de Premier League contre Aston Villa. Il ne peut toutefois pas empêcher la défaite de son équipe par six buts à un. Fati marque son deuxième but pour Brighton contre Manchester City le 21 octobre 2023, en championnat. Il marque quelques minutes après son entrée en jeu mais ne peut empêcher la défaite de son équipe (2-1 score final).

### As Monaco
Le 1er juillet 2025, l'AS Monaco annonce l'arrivée d'Ansu Fati en provenance du FC Barcelone sous la forme d'un prêt avec une option d'achat de 11 millions d'euros.

### Équipe nationale
Dès son éclosion au début de la saison 2019-2020 avec le Barça, la Fédération espagnole de football souhaite sélectionner Ansu Fati dans son équipe U-17 pour participer à la Coupe du monde de football des moins de 17 ans 2019 au Brésil. Son père habitant depuis plus de dix ans en Espagne, la procédure de naturalisation ne poserait aucun problème. Ansu Fati possède déjà la nationalité bissaoguinéenne, et comme la Guinée-Bissau est une ancienne colonie portugaise, il pourrait également prendre la nationalité portugaise.
Le 20 septembre 2019, le conseil des ministres espagnol officialise la naturalisation du joueur qui peut désormais jouer avec les sélections espagnoles.
Le 11 octobre 2019, il est convoqué pour la première fois par Luis de la Fuente avec l'équipe d'Espagne espoirs en remplacement de son coéquipier Carles Pérez, blessé, dans le cadre des qualifications à l'Euro Espoirs. Il débute le 15 octobre contre le Monténégro en remplaçant à la 80e minute Marc Cucurella. Son équipe s'impose par deux buts à zéro ce jour-là.
Le sélectionneur Luis Enrique le convoque pour la première fois en équipe d'Espagne A le 20 août 2020 en vue d'une double confrontation contre l'Allemagne et l'Ukraine en septembre pour la Ligue des nations de l'UEFA 2020-2021. Ansu Fati honore sa première sélection le 3 septembre 2020 face à l'Allemagne. Il entre en jeu à la place de Jesús Navas lors de cette rencontre qui se termine sur un match nul (1-1).
Le 6 septembre 2020, en marquant à la 32e minute du match Espagne-Ukraine, il devient à 17 ans et 311 jours le plus jeune buteur de l'histoire de la Roja battant le record de précocité de Juan Errazquin qui datait de 1925.
En mai 2021, blessé au genou gauche, Ansu Fati n'est pas sélectionné par Luis Enrique pour disputer l'Euro 2020 avec l'Espagne,.
Le 11 novembre 2022, il fait partie de la sélection de 26 joueurs établie par Luis Enrique pour participer à la Coupe du monde 2022.

## Statistiques

### En club
| Saison                | Club                          | Championnat           | Championnat | Championnat | Championnat | Coupe nationale | Coupe nationale | Coupe nationale | Coupe de la Ligue | Coupe de la Ligue | Coupe de la Ligue | Supercoupe | Supercoupe | Supercoupe | Compétition(s) continentale(s) | Compétition(s) continentale(s) | Compétition(s) continentale(s) | Compétition(s) continentale(s) | Total | Total | Total |
| Saison                | Club                          | Division              | M.          | B.          | P.d.        | M.              | B.              | P.d.            | M.                | B.                | P.d.              | M.         | B.         | P.d.       | Comp.                          | M.                             | B.                             | P.d.                           | M.    | B.    | P.d.  |
| 2019-2020             | FC Barcelone                  | Liga                  | 24          | 7           | 1           | 3               | 0               | 0               | -                 | -                 | -                 | 1          | 0          | 0          | C1                             | 5                              | 1                              | 0                              | 33    | 8     | 1     |
| 2020-2021             | FC Barcelone                  | Liga                  | 7           | 4           | 0           | -               | -               | -               | -                 | -                 | -                 | -          | -          | -          | C1                             | 3                              | 1                              | 2                              | 10    | 5     | 2     |
| 2021-2022             | FC Barcelone                  | Liga                  | 10          | 4           | 0           | 1               | 0               | 0               | -                 | -                 | -                 | 1          | 1          | 0          | C1                             | 3                              | 1                              | 0                              | 15    | 6     | 0     |
| 2022-2023             | FC Barcelone                  | Liga                  | 36          | 7           | 3           | 5               | 2               | 0               | -                 | -                 | -                 | 2          | 1          | 0          | C1+C3                          | 6+2                            | 0                              | 0                              | 51    | 10    | 3     |
| 2023-2024             | FC Barcelone                  | Liga                  | 3           | 0           | 0           | -               | -               | -               | -                 | -                 | -                 | -          | -          | -          | C1                             | -                              | -                              | -                              | 3     | 0     | 0     |
| 2024-2025             | FC Barcelone                  | Liga                  | 6           | 0           | 0           | 1               | 0               | 0               | -                 | -                 | -                 | -          | -          | -          | C1                             | 4                              | 0                              | 0                              | 11    | 0     | 0     |
| Sous-total            | Sous-total                    | Sous-total            | 86          | 22          | 4           | 10              | 2               | 0               | 0                 | 0                 | 0                 | 4          | 2          | 0          | -                              | 23                             | 3                              | 2                              | 123   | 29    | 6     |
| 2023-2024             | Brighton & Hove Albion (prêt) | Premier League        | 19          | 2           | 0           | 1               | 0               | 0               | 1                 | 0                 | 0                 | -          | -          | -          | C3                             | 6                              | 2                              | 1                              | 27    | 4     | 1     |
| Total sur la carrière | Total sur la carrière         | Total sur la carrière | 105         | 24          | 4           | 11              | 2               | 0               | 1                 | 0                 | 0                 | 4          | 2          | 0          | -                              | 29                             | 5                              | 3                              | 150   | 33    | 7     |

### En sélection nationale
| Saison                | Sélection             | Phases finales                                   | Phases finales | Phases finales | Phases finales | Éliminatoires CDM | Éliminatoires CDM | Éliminatoires CDM | Éliminatoires EURO | Éliminatoires EURO | Éliminatoires EURO | Ligue Nations UEFA | Ligue Nations UEFA | Ligue Nations UEFA | Matchs amicaux | Matchs amicaux | Matchs amicaux | Total | Total | Total |
| Saison                | Sélection             | Compétition                                      | M              | B              | Pd             | M                 | B                 | Pd                | M                  | B                  | Pd                 | M                  | B                  | Pd                 | M              | B              | Pd             | M     | B     | Pd    |
| --------------------- | --------------------- | ------------------------------------------------ | -------------- | -------------- | -------------- | ----------------- | ----------------- | ----------------- | ------------------ | ------------------ | ------------------ | ------------------ | ------------------ | ------------------ | -------------- | -------------- | -------------- | ----- | ----- | ----- |
| 2020-2021             | Espagne               | Euro 2020                                        | -              | -              | -              | -                 | -                 | -                 | -                  | -                  | -                  | 4                  | 1                  | 0                  | 0              | 0              | 0              | 4     | 1     | 0     |
| 2021-2022             | Espagne               | Nations League Finals 2021                       | -              | -              | -              | -                 | -                 | -                 | -                  | -                  | -                  | 0                  | 0                  | 0                  | -              | -              | -              | 0     | 0     | 0     |
| 2022-2023             | Espagne               | Coupe du monde 2022 + Nations League Finals 2023 | 2+2            | 0              | 0              | -                 | -                 | -                 | 1                  | 0                  | 0                  | -                  | -                  | -                  | 1              | 1              | 0              | 6     | 1     | 0     |
| Total sur la carrière | Total sur la carrière | Total sur la carrière                            | 4              | 0              | 0              | -                 | -                 | -                 | 1                  | 0                  | 0                  | 4                  | 1                  | 0                  | 1              | 1              | 0              | 10    | 2     | 0     |

### Matchs internationaux
| 0 | Date              | Lieu                                 | Adversaire | Score                | Compétition                 | Statut                         | Performances | Performances |
| 0 | Date              | Lieu                                 | Adversaire | Score                | Compétition                 | Statut                         | But(s)       | Pas.         |
| - | ----------------- | ------------------------------------ | ---------- | -------------------- | --------------------------- | ------------------------------ | ------------ | ------------ |
| 1 | 3 septembre 2020  | Mercedes-Benz Arena, Berlin          | Allemagne  | 1 - 1                | Ligue des nations 2020-2021 | Remplaçant ( 46e Jesús Navas)  |              |              |
| 2 | 6 septembre 2020  | Stade Alfredo-Di-Stéfano, Madrid     | Ukraine    | 3 - 0                | Ligue des nations 2020-2021 | Titulaire                      | 32e          |              |
| 3 | 10 octobre 2020   | Stade Alfredo-Di-Stéfano, Madrid     | Suisse     | 1 - 0                | Ligue des nations 2020-2021 | Titulaire ( 57e Adama Traoré)  |              |              |
| 4 | 13 octobre 2020   | Stade olympique de Kiev, Kiev        | Ukraine    | 1 - 0                | Ligue des nations 2020-2021 | Titulaire ( 58e Ferran Torres) |              |              |
| 5 | 17 novembre 2022  | Stade international d'Amman, Amman   | Jordanie   | 1 - 0                | Match amical                | Titulaire ( 72e Nico Williams) |              |              |
| 6 | 1er décembre 2022 | Stade international de Khalifa, Doha | Japon      | 1 - 2                | Coupe du monde 2022         | Remplaçant ( 68e Gavi)         |              |              |
| 7 | 6 décembre 2022   | Stade Education City, Al Rayyan      | Maroc      | (0 - 0) ap 0 - 3 tab | Coupe du monde 2022         | Remplaçant ( 98e Dani Olmo)    |              |              |

## Palmarès
| \| FC Barcelone (6) : \| Équipe d'Espagne (1) \| \| ------------------------------------------------------------------------------------------------------------------------------------------------------------------------------------- \| ---------------------------------------- \| \| - Championnat d'Espagne (2) : - Champion : 2023 et 2025 - Coupe d'Espagne (2) : - Vainqueur : 2021 et 2025 - Supercoupe d'Espagne (2) : - Vainqueur : 2023 et 2025 - Finaliste : 2021 \| - Ligue des nations: - Vainqueur en 2023 \| Sur le plan personnel, Fati est nommé au Golden Boy en 2019. Au mois de décembre 2019, il devient le plus jeune buteur de l'histoire de la Ligue des champions à 17 ans et 40 jours. Fati reçoit la récompense du « Joueur du mois » de la Liga en septembre 2020. Fati, grâce à sa réalisation contre l'Ukraine en septembre 2020, devient le plus jeune buteur de l'histoire de l'équipe d'Espagne à 17 ans et 311 jours (record battu ensuite par Gavi en juin 2022 à 17 ans et 304 jours). Ansu Fati, après une excellente saison 2019-2020 termine 2e au Golden Boy 2020 derrière Erling Haaland. |                                          |
| FC Barcelone (6) : | Équipe d'Espagne (1)                     |
| - Championnat d'Espagne (2) : - Champion : 2023 et 2025 - Coupe d'Espagne (2) : - Vainqueur : 2021 et 2025 - Supercoupe d'Espagne (2) : - Vainqueur : 2023 et 2025 - Finaliste : 2021 | - Ligue des nations: - Vainqueur en 2023 |

## Vie privée
Les frères d'Ansu Fati sont également footballeurs : Braima, son frère aîné est sous contrat avec le FC Barcelone et prêté au CD Calahorra. Miguel, le plus jeune est à l'école de football du FC Barcelone.
Son père, Bori Fati, est un ex-footballeur qui après son immigration au Portugal joue dans divers clubs. Après avoir lu que la ville de Marinaleda, à côté de Séville, offre du travail aux migrants, il s'y installe et trouve un emploi de chauffeur. Il s'installe ensuite à Herrera où Ansu passe son enfance et commence le football au CDF Herrera, puis au Séville FC. Il devient l'agent de joueurs de ses fils.